# Приз за найкращу режисуру (Міжнародний кінофестиваль у Локарно)
«Приз за найкращу режисуру» — приз, який вручається за найкраще знятий фільм секції міжнародного конкурсу на щорічному кінофестивалі у Локарно, Швейцарія.

## Лауреати
| Рік       | Фільм                            | Режисер                  | Країна                      |
| --------- | -------------------------------- | ------------------------ | --------------------------- |
| 1946      | І не залишилося нікого           | Рене Клер                | США                         |
| 1947      | Марнотратники життя              | Рене Клер                | Франція                     |
| 1948      | Форт Апачі (1 приз)              | Джон Форд                | США                         |
| 1948      | Німеччина, рік нульовий (2 приз) | Роберто Росселліні       | Італія                      |
| 1949      | Жовте небо                       | Вільям А. Веллмен        | Франція                     |
| 1950-1957 | Нагороду не присуджували         | Нагороду не присуджували | Нагороду не присуджували    |
| 1958      | Красунчик Серж                   | Клод Шаброль             | Франція                     |
| 1959      | Поцілунок убивці                 | Стенлі Кубрик            | США                         |
| 1960      | Фома Гордєєв                     | Марко Донськой           | СРСР                        |
| 1961-2005 | Нагороду не присуджували         | Нагороду не присуджували | Нагороду не присуджували    |
| 2006      | Останній з божевільних           | Лорен Ашар               | Франція Бельгія             |
| 2007      | Капітан Ахав                     | Філіпп Рамос             | Франція                     |
| 2008      | Їй потрібен хаос                 | Дені Коте                | Канада                      |
| 2009      | Бубон, барабан                   | Олексій Мізгірьов        | Росія                       |
| 2010      | Керлінг                          | Дені Коте                | Канада                      |
| 2011      | Найкращі наміри                  | Адріан Сітару            | Румунія                     |
| 2012      | Коли настає ніч                  | Ліанг Їнг                | Південна Корея КНР          |
| 2013      | Наша Сунхі                       | Хон Сан Су               | Південна Корея              |
| 2014      | Кінь Гроші                       | Педру Кошта              | Португалія                  |
| 2015      | Космос                           | Анджей Жулавський        | Франція Португалія          |
| 2016      | Орнітолог                        | Жоау Педро Родрігеш      | Португалія Франція Бразилія |